# Tribunali della Curia romana
I tribunali della Curia romana sono gli organi giudiziari della Santa Sede.

## Gli organi e le loro caratteristiche
I tribunali della Curia romana sono tre:
1. Penitenzieria Apostolica;
2. Supremo Tribunale della Segnatura Apostolica;
3. Tribunale della Rota Romana.

Questi tribunali sono regolati innanzitutto dalla costituzione apostolica Praedicate evangelium, in secondo luogo dai rispettivi regolamenti interni, e solo in terza battuta dal Codice di diritto canonico, il quale esplicitamente prevede che tali norme più specifiche possono derogare a quanto previsto nello stesso Codice: 
(CDC, canone n. 1402)

### Praedicate evangelium
La costituzione apostolica Praedicate evangelium è stata emanata da papa Francesco il 19 marzo 2022 ed è entrata in vigore 5 giugno dello stesso anno, solennità di Pentecoste, abrogando la costituzione apostolica Pastor Bonus di papa Giovanni Paolo II del 28 giugno 1988. La costituzione emanata da papa Francesco regola e definisce i compiti dei tribunali della Curia romana, oltre che degli altri enti governativi e spirituali della Chiesa cattolica. Tale costituzione apostolica dedica la sesta sezione alla trattazione degli organismi di giustizia vaticani; alla Penitenzieria Apostolica sono dedicati gli articoli 190-193; al Supremo Tribunale della Segnatura Apostolica gli articoli 194-199; al Tribunale della Rota Romana gli articoli 200-204.

### Codice di diritto canonico
Oltre al già citato canone 1402, il Codice stabilisce due principi generali:
- ogni fedele ha sempre il diritto di far giudicare la propria causa direttamente alla Santa Sede, cioè ai tribunali della Curia Romana (canone 1417);
- il papa, in quanto giudice supremo, può giudicare personalmente o tramite i tribunali della Curia Romana (canone 1442).

Inoltre alla Penitenzieria Apostolica sono dedicati i canoni 64, 1048 e 1082; al Supremo Tribunale della Segnatura Apostolica i canoni 1416, 1445 e 1629; al Tribunale della Rota Romana i canoni 1405, 1443 e 1444.